# Michael Epstein (réalisateur)
Pour les articles homonymes, voir Michael Epstein et Epstein.
Michael Epstein est un réalisateur, producteur et scénariste américain.

## Filmographie
Comme réalisateur
- 2006 : Combat Diary: The Marines of Lima Company (vidéo)
- 2006 : Ten Days That Unexpectedly Changed America: Antietam (TV)
- 2005 : Biography - Sean Penn (Épisode TV)
- 2004 : Final Cut: The Making and Unmaking of Heaven's Gate

Comme producteur
- 2006 : Combat Diary: The Marines of Lima Company (vidéo)
- 2004 : Final Cut: The Making and Unmaking of Heaven's Gate

Comme scénariste
- 2006 : Ten Days That Unexpectedly Changed America: Antietam (TV)
- 2004 : Final Cut: The Making and Unmaking of Heaven's Gate